# Francesco Manuel Bongiorno
Francesco Manuel Bongiorno (Reggio Calabria, 1º settembre 1990) è un ex ciclista su strada italiano, professionista dal 2013 al 2021, con caratteristiche di scalatore.

## Carriera
Debutta tra gli Under-23 nel 2009 con la formazione toscana Futura Team Matricardi. Coglie quattro successi nel 2010, tra cui la Ruota d'Oro. Dopo una stagione con la Zalf-Désirée-Fior, nel 2012 gareggia in maglia Hopplà/Simaf Carrier cogliendo sei vittorie, tra cui il Gran Premio Palio del Recioto, una tappa al Toscana-Terra di ciclismo (gara valida per la Coppa delle Nazioni UCI) e il titolo nazionale in linea Under-23.
Passato professionista nel 2013 con il team Bardiani Valvole-CSF Inox, durante l'anno partecipa al Giro d'Italia portandolo a termine; in stagione è anche secondo alla Tre Valli Varesine, terzo nella Settimana Ciclistica Lombarda e quinto al Giro dell'Emilia. L'anno dopo prende nuovamente parte al Giro d'Italia, mettendo a referto il terzo posto nella tappa con arrivo sul Monte Zoncolan; in giugno vince quindi la terza frazione del Giro di Slovenia: ottiene così la prima vittoria da professionista in carriera. Nel 2015 torna a prendere parte al Giro d'Italia dove, al termine di una lunga fuga, giunge secondo nella tappa di Verbania dietro al solo Philippe Gilbert.
Nel 2017 passa alla squadra Continental Sangemini-MG.K Vis e coglie una vittoria di tappa al Giro d'Albania, che gli consente poi di portare a casa anche la classifica generale della corsa. A fine stagione, in dicembre, annuncia il ritiro dall'attività. Dopo un anno lontano dal professionismo, firma per la stagione 2019 con il team Neri Sottoli Selle Italia KTM, con cui gareggia anche nel 2020 (con la nuova denominazione Vini Zabù KTM).
Chiude la carriera ciclistica nel 2021.

## Palmarès
- 2010 (Futura Team Matricardi)

Coppa Placci
Trofeo Alvaro Bacci
Ruota d'Oro - Gran Premio Festa del Perdono
Trofeo San Serafino - Montegranaro
- 2012 (Team Simaf Carrier-Wega-Truck Italia-Valdarno)

Giro delle Colline Chiantigiane - Trofeo Riccardo Galardi
Gran Premio Palio del Recioto
3ª tappa Toscana-Terra di ciclismo (Cavriglia > Cavriglia)
Campionati italiani, prova in linea under 23
3ª tappa Giro delle Valli Cuneesi (Fossano > Artesina)
Trofeo Festa Patronale - Trofeo Frasconi Fosco
- 2014 (Bardiani-CSF, una vittoria)

3ª tappa Giro di Slovenia (Rogaška Slatina > Slovenska Bistrica)
- 2017 (Sangemini-MG.KVis, due vittorie)

4ª tappa Giro d'Albania (Valona > Saranda)
Classifica generale Giro d'Albania

## Piazzamenti

### Grandi Giri
- Giro d'Italia

2013: 71º
2014: 59º
2015: 60º
2016: 109º

### Classiche monumento
- Giro di Lombardia

2014: ritirato
2016: ritirato
2019: 80º